# Lydlinch
Lydlinch – wieś w Anglii, w hrabstwie Dorset. Leży 25 km na północ od miasta Dorchester i 170 km na południowy zachód od Londynu. W 2011 miejscowość liczyła 437 mieszkańców.